# Греко-турецька війна (1919—1922)
Греко-турецька війна 1919—1922 (тур. Türk Kurtuluş Savaşı Batı Cephesi, осман. گرب جابهاسی Garb Cebhesi — Західний фронт,  Μικρασιατική Εκστρατεία — Малоазійський похід) велася між Грецією та Турецьким національним рухом під час розділу Османської імперії після Першої світової війни, з травня 1919 до жовтня 1922 року.

## Передумови
Після поразки Османської імперії у Першій світовій війні і підписання Мудросського перемир'я 1918 р. держави-переможиці приступили до розподілу її території. Грецьке королівство, як союзниця країн-переможниць, отримала обіцянку, що Східна Фракія (окрім Стамбула) і західні райони Малої Азії, де компактно проживало грецьке населення, будуть передані їй.

## Події

Розподіл територій Османської імперії згідно Сервського договору

Греки окупували зону проток, Східну Фракію, кілька районів Анатолії, взяли під свій контроль колишню столицю імперії — Стамбул, а 15 травня 1919 р. грецькі війська за рішенням «Великої четвірки» (Велика Британія, Французька республіка, Королівство Італія, США) висадилися в Ізмірі. Одночасно на Паризькій мирній конференції 1919-20 рр. великі держави почали розробку проекту договору із султанським урядом, що передбачав розділ Османської імперії. Однак національно-визвольний рух, що розгорнувся в Туреччині (Кемалістська революція), перешкоджав реалізації цих задумів.
Держави-переможниці 16 березня 1920 р. зайняли Стамбул і слідом за тим зробили відкриту збройну інтервенцію в Анатолію, поклавши її здійснення на Грецьке королівство, якій були за це обіцяні значні османські території.
22 червня 1920 грецька армія виступила з Ізміра і, попри поразки, завдані їй у боях 10 січня та 31 березня 1921 р. військами створеного в квітні 1920 р. в Анкарі Великого національного зібрання Туреччини (ВНЗТ), до літа 1921 просунулася в глиб Анатолії до р. Сакар'я, майже до Анкари.
10 серпня 1920 р. у Севрі султанським урядом Османської імперії і союзними державами — переможницями в Першій світовій війні був підписаний Севрський мирний договір.
Турецьке військове керівництво очолив Кемаля Ататюрка, призначений на пост головнокомандуючого. Особливо сприяло зміцненню положення Туреччини підписання 16 березня 1921 р. договору між Туреччиною та РСФРР «Про дружбу і братерство». В результаті двадцятидводенної битви при р. Сакар'я (23 серпня — 13 вересня 1921 р.) закінчилася важкою поразкою грецьких військ та їх відступом на захід, до лінії Ескішехір-Афьон-Карахісар.
Поступово стала розпадатися антитурецька коаліція. У жовтні 1921 р. Французька республіка уклала з урядом ВНЗТ мирний договір, припинила збройну боротьбу проти Туреччини й Королівство Італія. Проте ці держави разом з Великою Британією та США продовжували окупацію Стамбула і не бажали задовольнити вимоги Туреччини. Користуючись цим і прямою підтримкою з боку Великої Британії, Грецьке королівство не відмовлялося від своїх прав згідно Севрського договору. В кінці серпня 1922 р. турецькі війська після ретельної підготовки перейшли в генеральний наступ і 30 серпня розбили грецьку армію, 9 вересня взяли Ізмір; а до 18 вересня 1922 р. греки відступили з Анатолії.

## Підсумки
Підписаний Лозаннський мирний договір 1923 року завершив греко-турецькі війни, призвів до переходу Стамбула і Східної Фракії до Туреччини та закріпив міжнародно-правове визнання незалежності Туреччини. Країни Антанти відмовились від претензій на фракійську територію.
Із Туреччини примусово було виселено близько півтора мільйона греків в обмін на виселення (також примусове) 600 000 мусульман із Греції. Втрати повністю розгромленої грецької армії перевищили 40 тис. убитих і 50 тис. поранених. Загинули також десятки тисяч мирних жителів. Матеріальні втрати взагалі не піддавалися обліку. Все це дозволило грекам назвати події осені 1922 року Малоазійською катастрофою.